# Chocolat Villars
 (juin 2015).
Si vous disposez d'ouvrages ou d'articles de référence ou si vous connaissez des sites web de qualité traitant du thème abordé ici, merci de compléter l'article en donnant les références utiles à sa vérifiabilité et en les liant à la section « Notes et références ».
Pour les articles homonymes, voir Villars.
Chocolat Villars (Villars Maître Chocolatier SA) est une chocolaterie située à Fribourg en Suisse.

## Historique

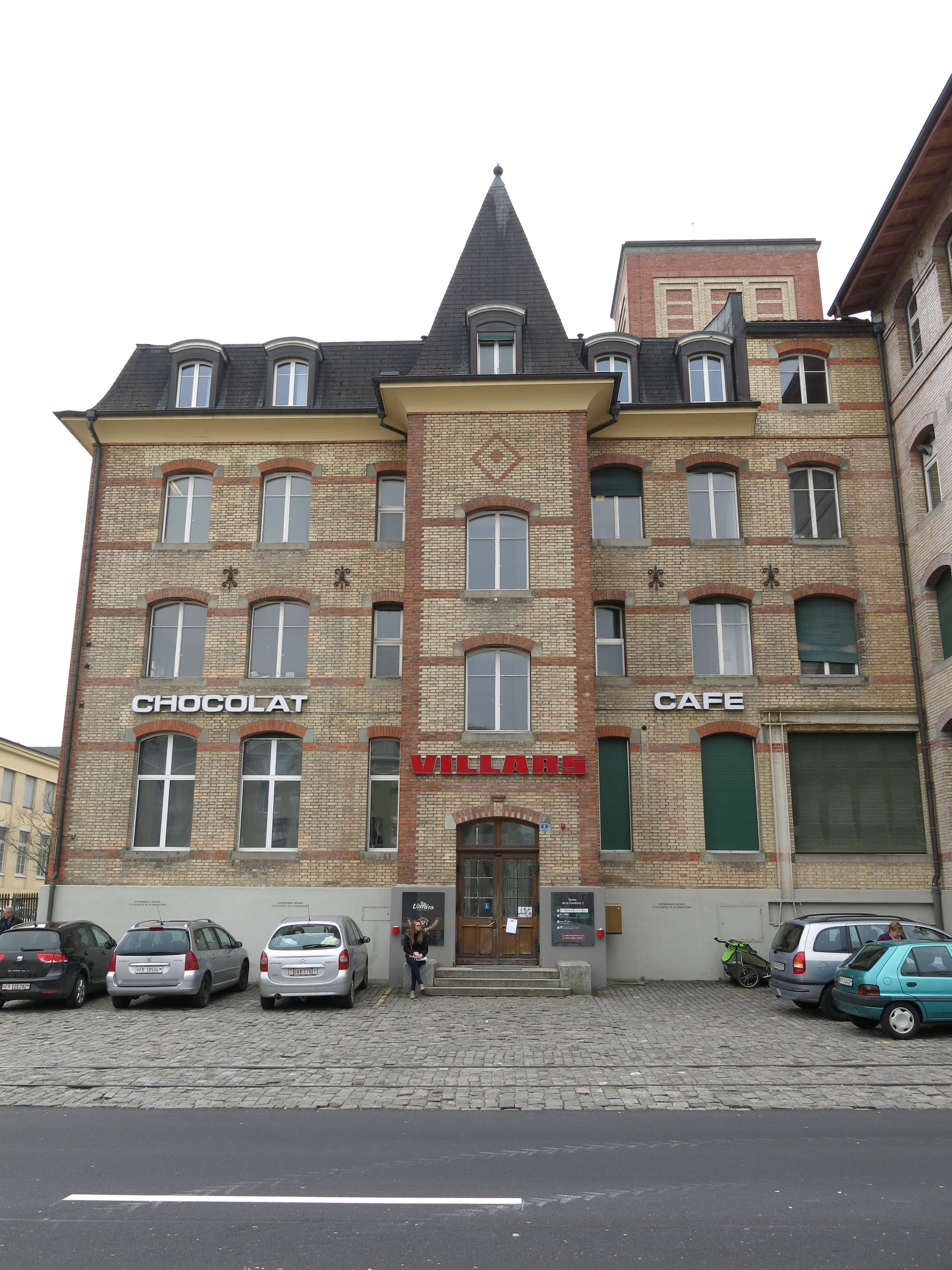
Les bureaux de la chocolaterie

La fabrique de chocolat est fondée par Wilhelm Kaiser le 22 mai 1901 sur le plateau industriel de Pérolles, situé à cette époque sur le territoire de la commune de Villars-sur-Glâne. L’entreprise prend le nom de Villars SA en 1904. Elle se dote d’un torréfacteur de café en 1935. Cette année marque également la création de la toute première tablette de chocolat à la liqueur. Wilhelm Kaiser meurt peu après, en 1939. 
À la mort d’Olivier Kaiser (fils de Wilhelm Kaiser) en 1969, l’entreprise familiale est reprise par sa fiduciaire, qui prend le nom de Villars Holding. En 1985, l'entreprise est reprise conjointement par la fédération des sociétés fribourgeoises de laiterie et Cremo SA, puis en 1995 par le groupe multinational Soparind Bongrain, groupe qui décide en 2015 de se rebaptiser Savencia.
L'entreprise est aujourd'hui dirigée par Stephan Buchser et compte environ 140 employés.

## Fabrique
La fabrique de Fribourg est inscrite à la liste des biens culturels d'importance nationale dans le canton de Fribourg.
La « vache de Villars », créée en 1921 par l'artiste zougois Martin Peikert comme figure publicitaire, a longtemps été un support publicitaire de Chocolat Villars bien connu dans toute la Suisse. Leur nombre a dû être fortement réduit à cause de la législation de sécurité et de la publicité au bord des routes. La commune de Bichelsee-Balterswil s'est battue pour garder cette vache sur son territoire communal, mais elle n'est plus autorisée à faire de la publicité pour Chocolat Villars.

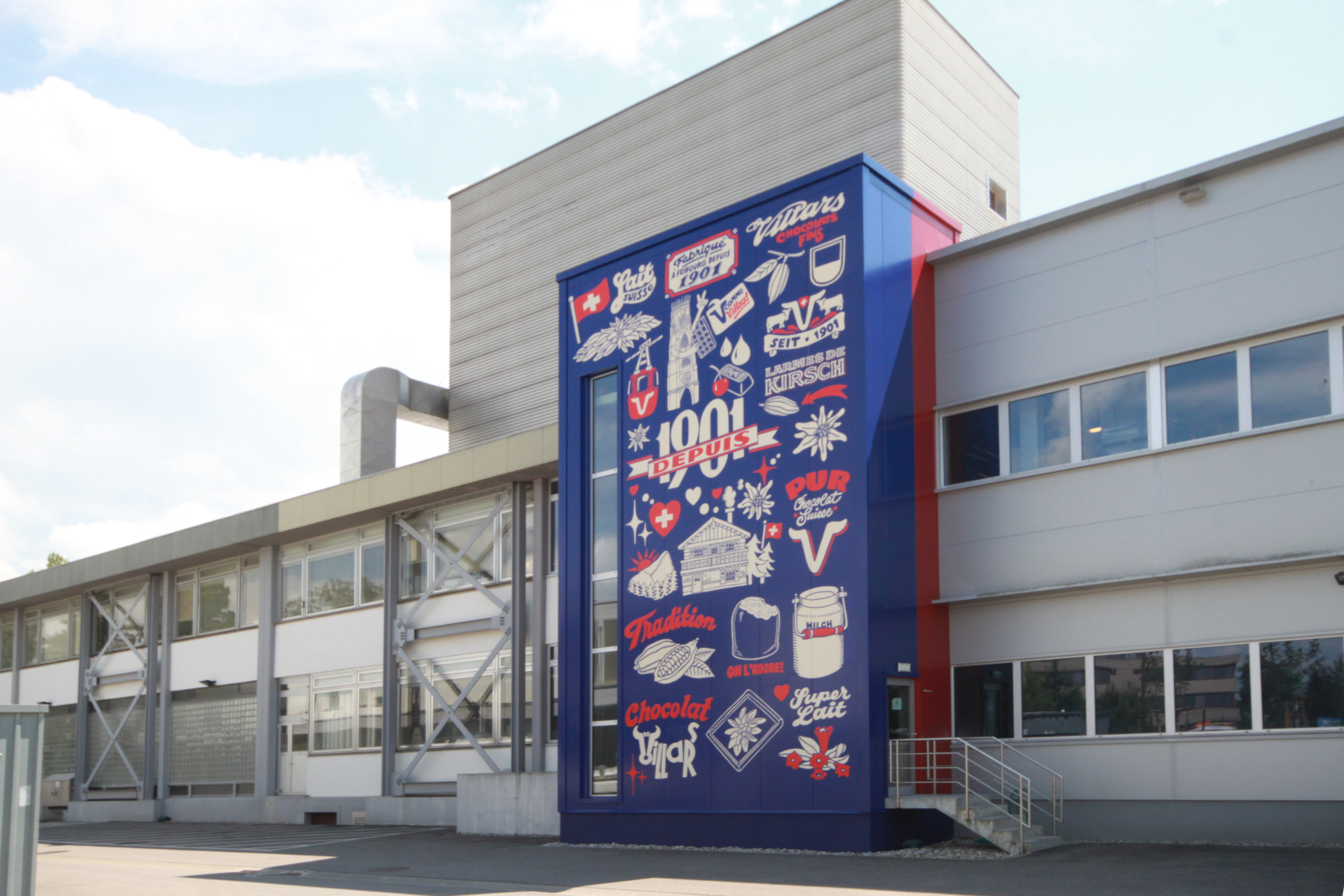
Peinture murale (12 m de hauteur) 2021 par Serge Nidegger au bâtiment de l'administration Villars Maître Chocolatier à Fribourg
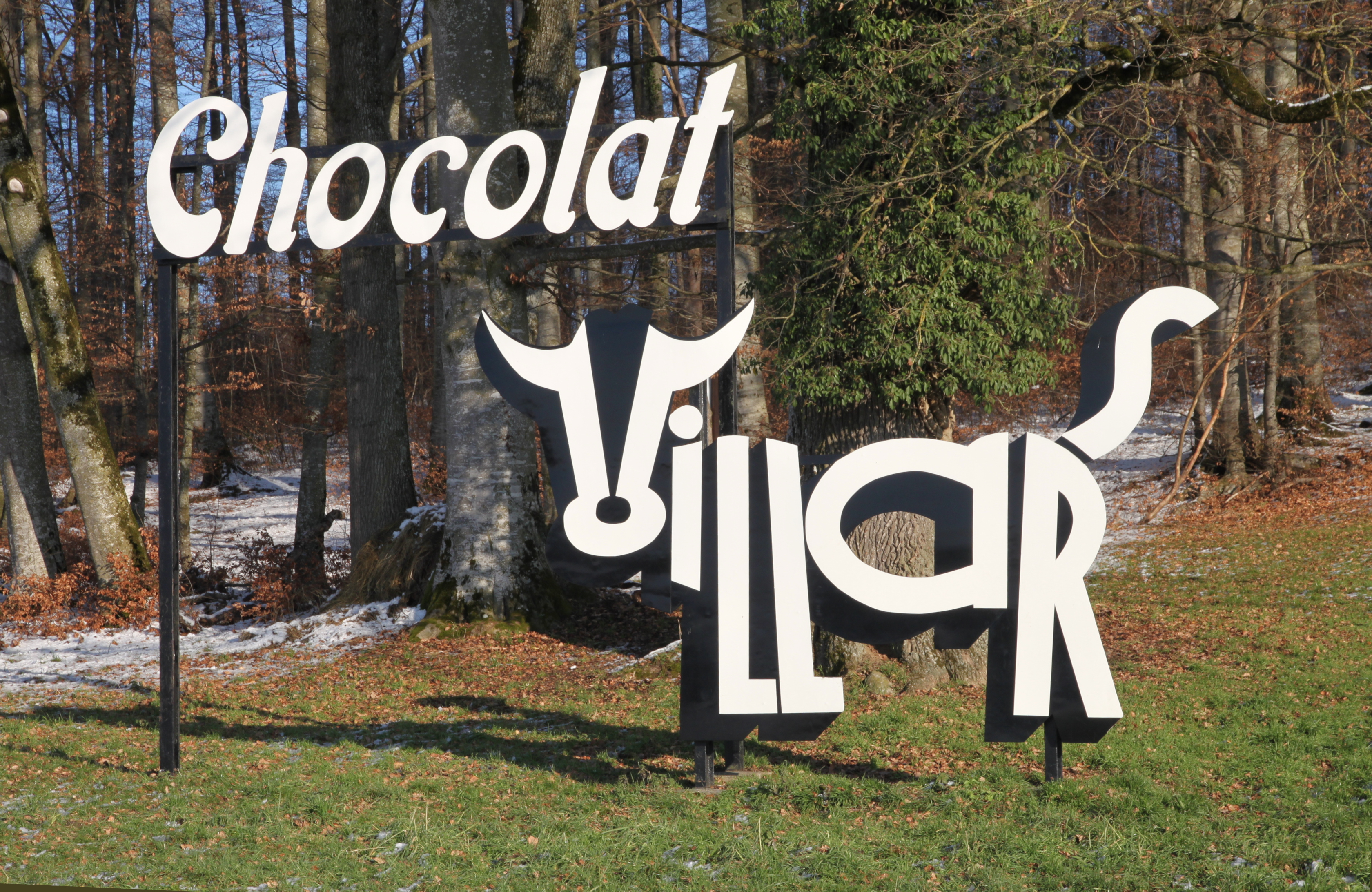
La vache de Chocolat Villars, créée par Martin Peikert
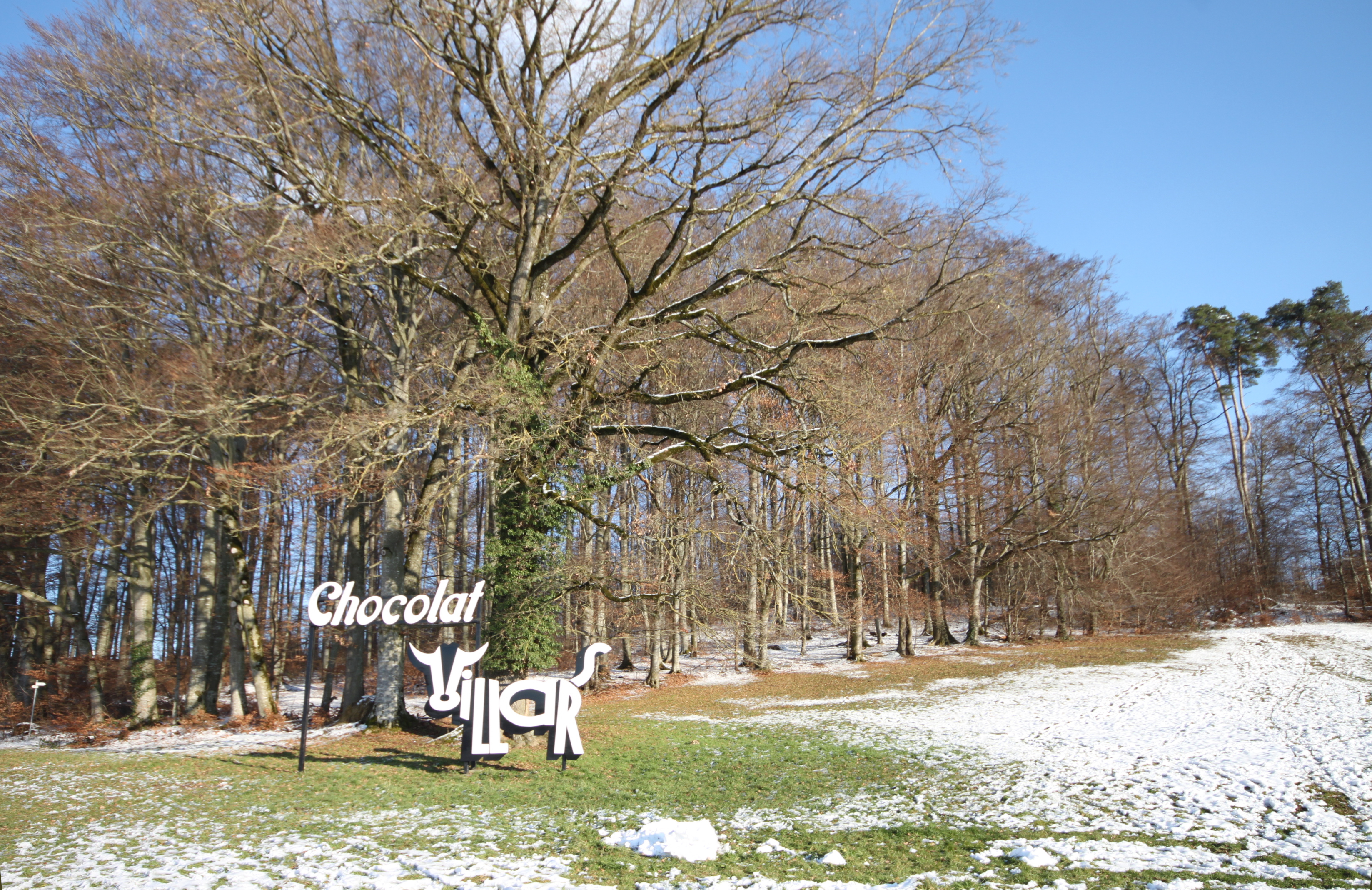
La vache de Chocolat Villars